# Lérruz
Lérruz (Lerrutz en euskera y oficialmente) es una entidad de población española del municipio de Lizoáin-Arriasgoiti, perteneciente a la Comunidad Foral de Navarra.

## Historia
Hacia mediados del siglo XIX, el lugar, ya por entonces perteneciente a Lizoáin, tenía contabilizada una población de 91 habitantes. Aparece descrito en el décimo volumen del Diccionario geográfico-estadístico-histórico de España y sus posesiones de Ultramar de Pascual Madoz con las siguientes palabras:

LERRUZ: l. del valle y ayunt. de Lizoain, prov. y c. g. de Navarra, aud. terr. y dióc. de Pamplona (3 leg.), part. jud. de Áoiz (2): sit. en llano sobre una pequeña altura que domina el valle; clima frio, propenso á catarros é inflamaciones: tiene 21 casas, escuela de niños frecuentada por 25 ó 30 y dotada con 50 robos de trigo; igl. parr. (San Pedro) de entrada y servida porun cura, de provision de los vecinos, una erm. dedicada á San Miguel, cementerio y 2 fuentes de buenas aguas. El térm. se estiende 3/4 de leg. de N. á S. y lo mismo de E. á O., y confina N. Yelz; E. Lizoain y Urroz; S. Idoate, y O. Laquidain: dentro de esta circunferencia hay monte con pinos, robles y varios arbustos. El terreno: es secano y de pan llevar; cria buenos pastos. Los caminos: locales y malísimos. El correo se recibe de Urroz, por balijero. prod.: trigo, avena, maiz, patatas, menuzales de poca consideracion y algo de vino, de inferior calidad: mantiene ganado vacuno, caballar, lanar y de cerda, y hay caza de perdices. pobl.: 21 vec., 91 alm. riqueza con su valle. (V.)
(Madoz, 1847, p. 267)

En 2022, tenía empadronados veintiún habitantes.